# Hausvogteiplatz (Berlins tunnelbana)
Hausvogteiplatz är en central tunnelbanestation på linje U2 i Berlins tunnelbana. Stationen ligger under Hausvogteiplatz, i närheten av Gendarmenmarkt i stadsdelen Mitte och invigdes år 1908. Stationen är designad av svenska Alfred Grenander och öppnade den 1 oktober 1908 som Berlins andra U-Bahn-linje, som sträckte sig från Potsdamer Platz till Spittelmarkt.

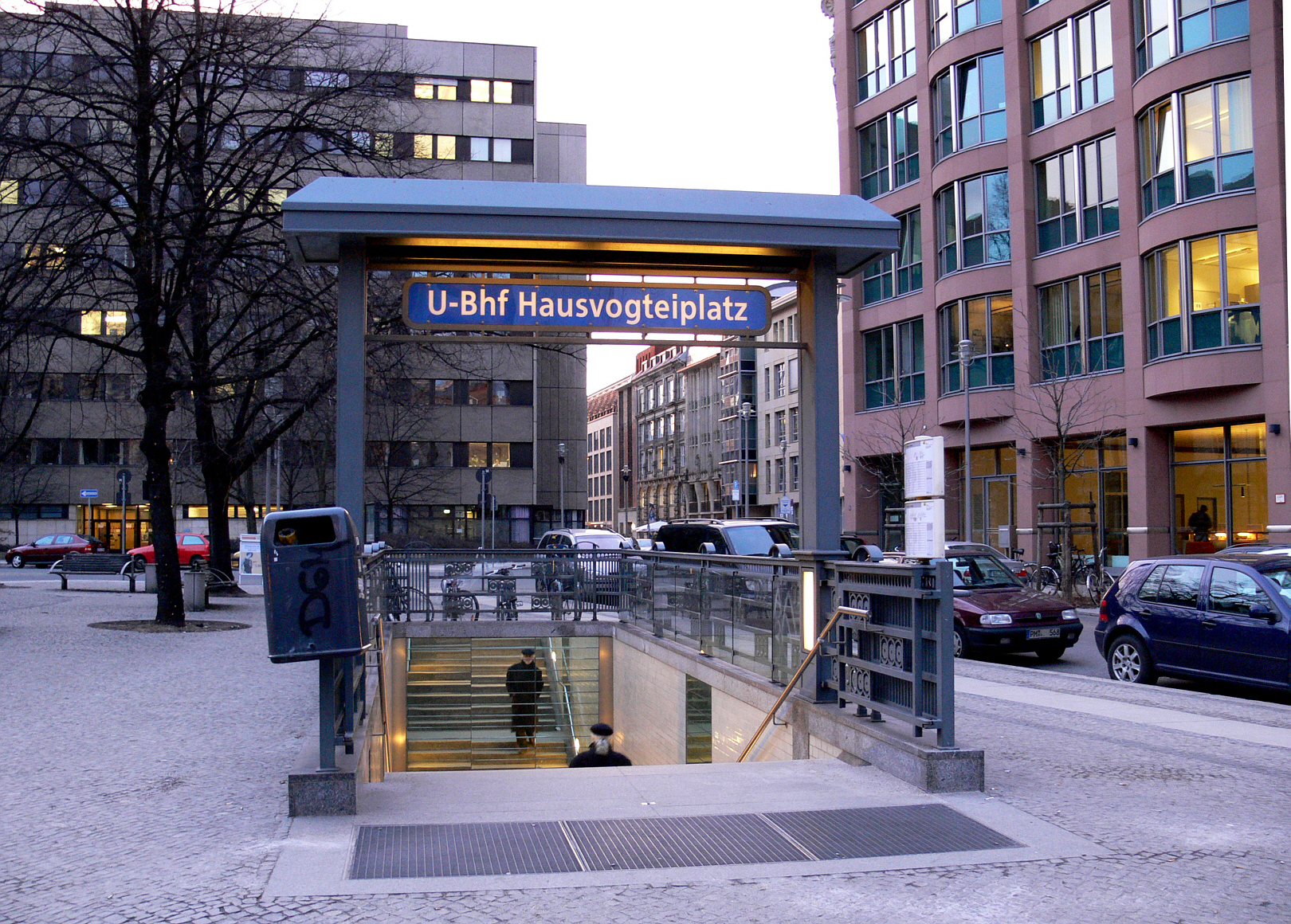
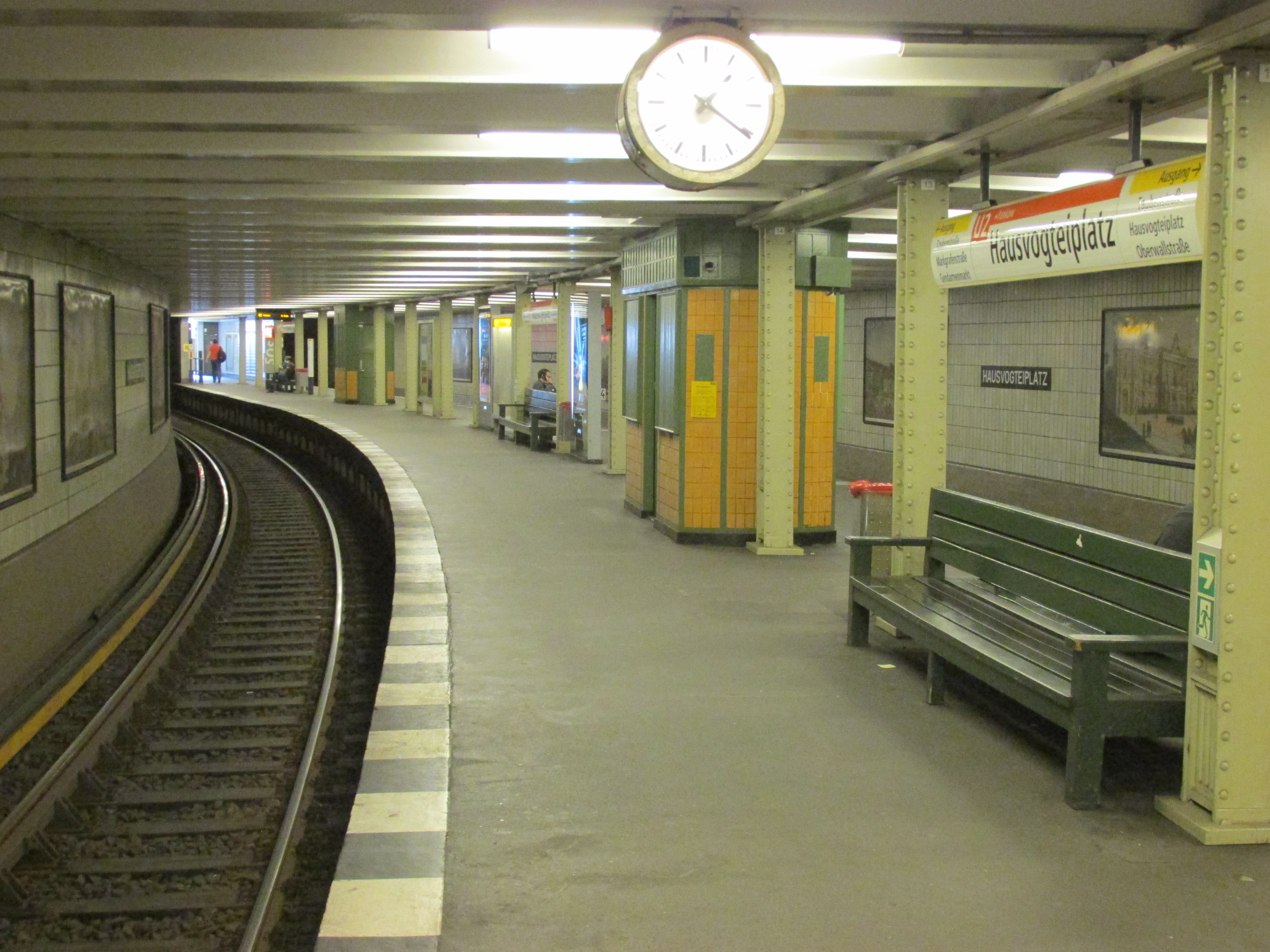
Perrongen
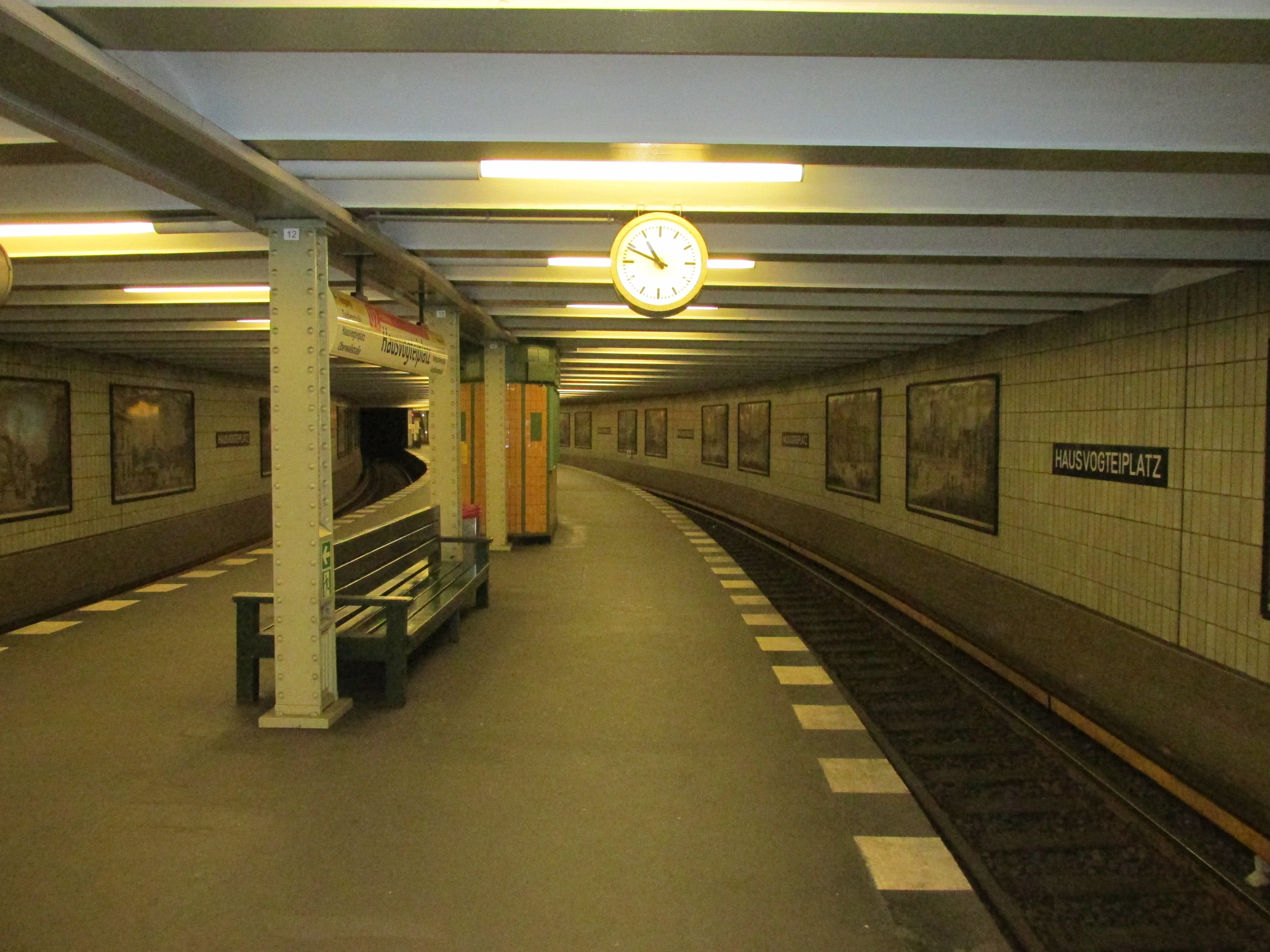
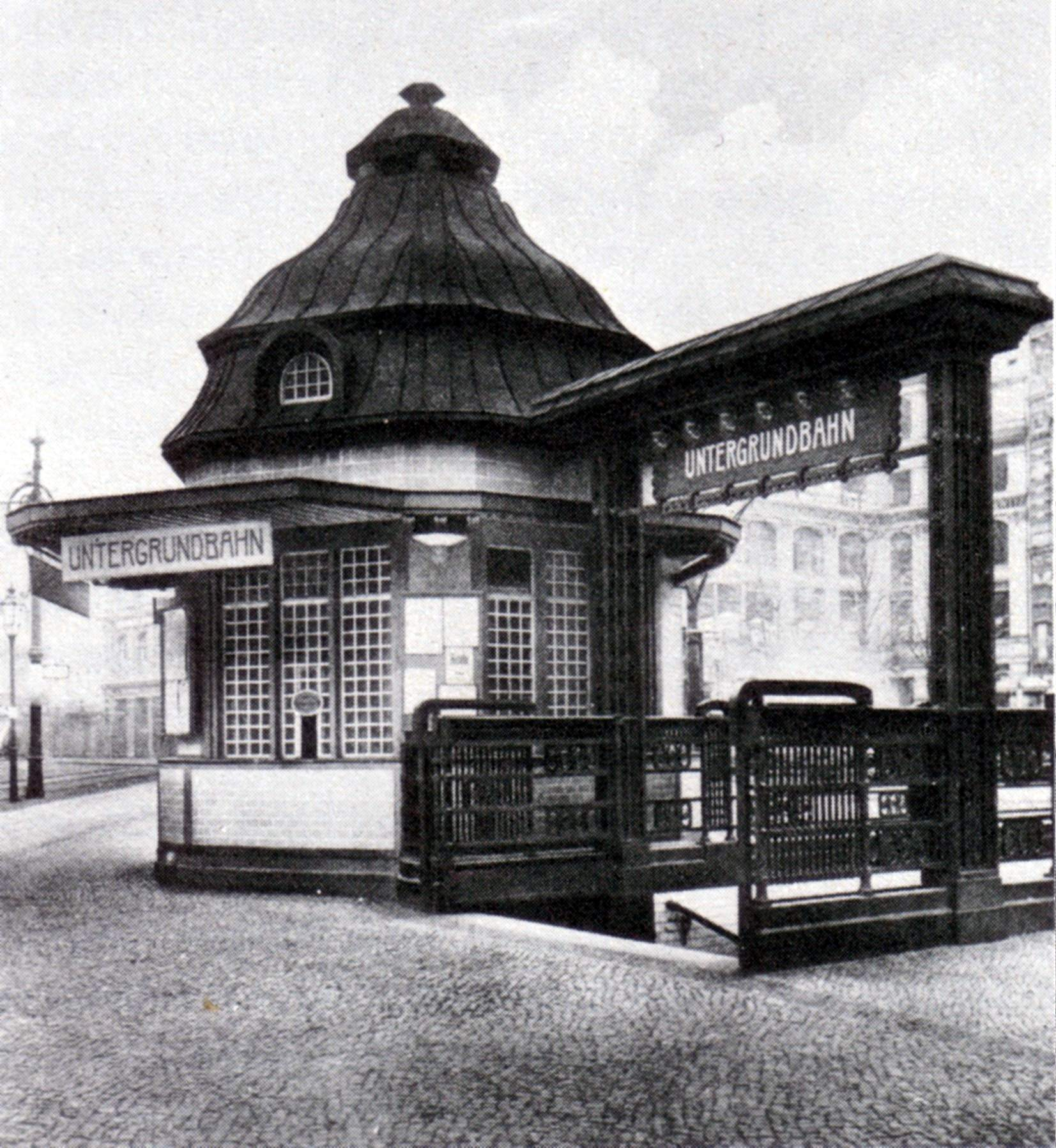
Entréhus 1908, idag rivet.
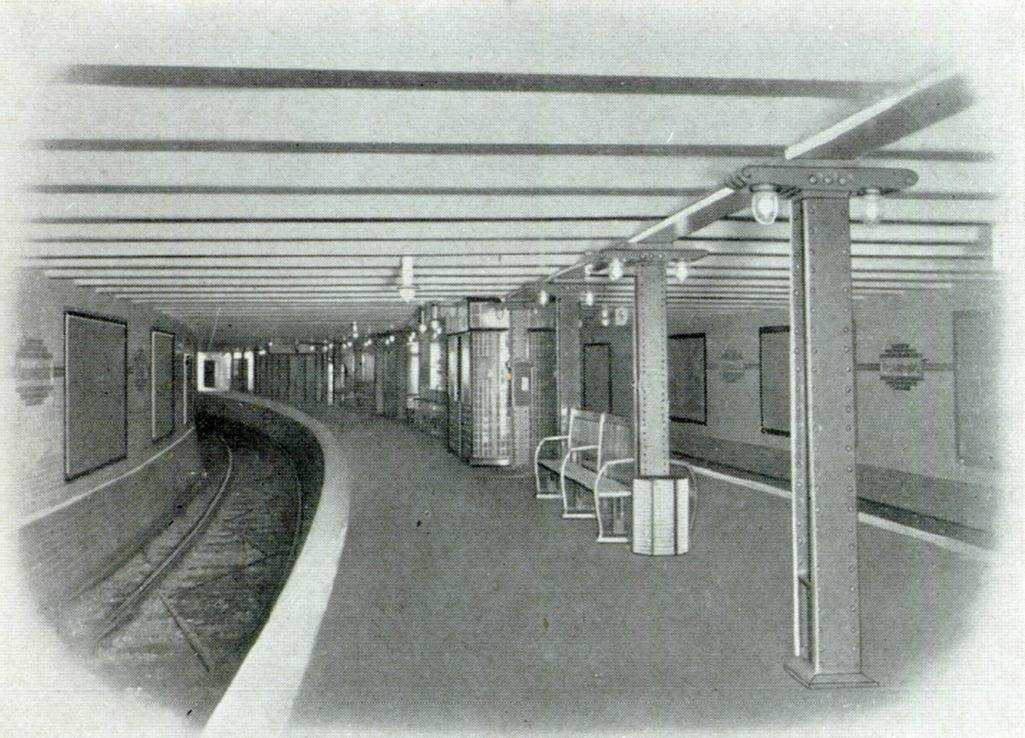
Hausvogteiplatz 1908
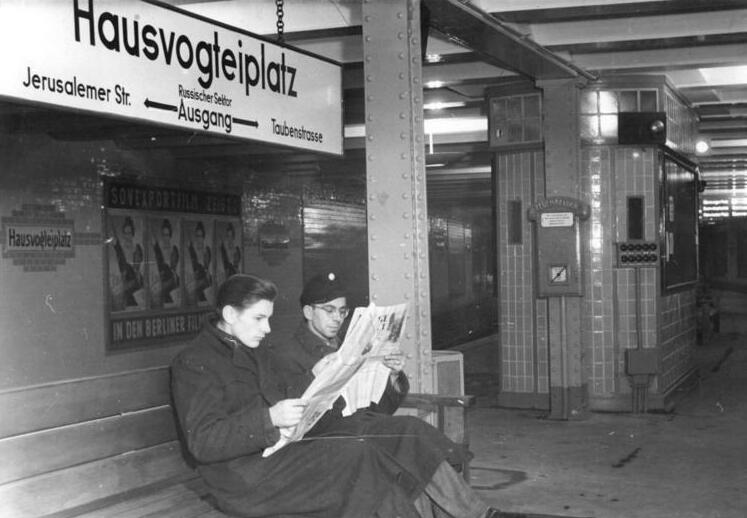
Hausvogteiplatz 1950